# Fritz Mühlenweg
Fritz Heinrich Mühlenweg, né le 11 décembre 1898 et mort le 13 septembre 1961, est un peintre et écrivain allemand.

## Biographie
Fritz Mühlenweg est né en 1898 à Constance. Il fait ses études de pharmacie à Bielefeld et reprend l'entreprise familiale après la mort de son père. En 1917, il est enrôlé comme soldat et fait prisonnier par les Français mais réussit à s'échapper après quelques mois de captivité près de Metz.
En janvier 1927, il s'installe à Berlin, où il est employé comme commis comptable par la nouvelle compagnie aérienne Deutsche Lufthansa et rejoint l'expédition de Sven Hedin en Asie de l'Est.
En 1927, LuftHansa contribue à l'expédition sino-suédoise en Asie centrale et méridionale, suivant les plans d'une liaison aérienne entre Berlin et Pékin. Avec Sven Hedin comme guide, l'expédition est chargée de vérifier les conditions météorologiques, topographiques et préhistoriques de la Mongolie, du désert de Gobi, du Taklamakan et du Turkestan chinois. Mühlenweg rejoint l'expédition en tant que directeur financier et du matériel de 1927 à 1928. Il revient pour un deuxième voyage en Asie centrale à l'hiver 1929-1930.
De mars 1931 au printemps 1932, Mühlenweg effectue son dernier et plus long voyage dans la région, en tant que chef de caravane pour le météorologue allemand Waldemar Haude dans le désert de Gobi.
Ces différentes expéditions lui serviront de base d’écriture pour plusieurs de ses œuvres.
En 1932, Mühlenweg rejoint l'Académie des Beaux-Arts de Vienne et étudie la peinture dans la classe de maître de Ferdinand Andri, mais abandonne rapidement. A Vienne, il rencontre sa future épouse, Elisabeth Kopriva. En 1934, après leur mariage, le couple s'installe à Allensbach, où tous deux travaillent comme artistes indépendants. Les Mühlenwegs ont eu sept enfants.
Mühlenweg a commencé à peindre à une époque où l'art moderne européen était ostracisé en Allemagne et finalement persécuté comme « dégénéré ». À partir de 1936, il est en contact avec Otto Dix, qui avait émigré à Hemmenhofen sur le lac de Constance en 1936. Otto Dix et Fritz Mühlenweg ont peint ensemble plusieurs fois.
A Constance, le couple fonde Gruppe 38 avec Sepp Biehler, Alexander Rihm et Werner Rohland, qui expose pour la première fois en 1938. Deux autres expositions ont suivi à Mannheim et Fribourg-en-Brisgau en 1940. Fritz Mühlenweg a ensuite participé aux expositions annuelles de Singen et à celles de la Sécession Oberschwaben-Bodensee.
Pendant la Seconde Guerre mondiale, Mühlenweg est mobilisé à partir de 1939 comme douanier auxiliaire à la frontière suisse et à Bordeaux.
Il commence à publier des œuvres littéraires en 1946. Son plus grand succès, In geheimer Mission durch die Wüste Gobi, a été publié en 1950 en deux parties Großer-Tiger und Kompaß-Berg et Null Uhr fünf in Urumtschi. Le roman d'aventure juvénile se déroule en Chine et en Mongolie et est basé sur les récits que Mühlenweg a recueillis au cours de ses expéditions.
Mühlenweg réalise également la traduction de livres pour enfants, dont certains ont été illustrés par sa femme Elisabeth Mühlenweg (née Kopriwa). En 1956, il a reçu le Prix allemand du livre jeunesse.
Fritz Mühlenweg est décédé le 13 septembre 1961 à l'âge de 62 ans à Allensbach des suites d'un troisième accident vasculaire cérébral. Sa femme, qui souffrait d'une grave maladie rénale, est décédée un jour et demi plus tard. Tous deux sont enterrés au cimetière d'Allensbach.

## Postérité
De décembre 1998 à février 1999, une rétrospective complète des peintures de Fritz Mühlenweg a été présentée à Constance.
Le 22 juin 2012, le MÜHLENWEGMUSEUM a été ouvert à Allensbach, ancien lieu de résidence de la famille, dans le bâtiment de la gare de la 12 Konstanzer Straße. Il s’étend sur cinq salles de 80 mètres carrés.

## Prix
1954 : Prix Friedrich Gerstäcker pour In geheimer Mission durch die Wüste Gobi

## Œuvres

### Œuvres en allemand
- (de) Tausendjähriger Bambus – Nachdichtungen aus dem Schi-King, Hambourg, 1945.
- (de) In geheimer Mission durch die Wüste Gobi, Fribourg, 1950[7]
  - Tome 1 : Großer-Tiger und Kompaß-Berg[8]
  - Tome 2 : Null Uhr fünf in Urumtschi
- (de) Das Tal ohne Wiederkehr oder Die Reise von Magog nach Gog, Fribourg, 1952 - réédition sous le titre (de) Fremde auf dem Pfad der Nachdenklichkeit, Lengwil, 1992
- (de) Nuni, Fribourg, 1953
- (de) avec Lotte Eckener, Das kleine Buch vom Bodensee, Constance, 1954
- (de) Kasperl mit der Winduhr, Fribourg, 1956
- (de) In jenen Tagen. Die Geschichte von dem Jungen, der die zwei Fische und fünf Brote brachte, Fribourg, 1957
- (de) Der Familienausflug, Fribourg, 1960
- (de) Das Schloß des Drachenkönigs, Fribourg, 1961
- (de) Echter und falscher Zauber, Fribourg, 1963
- (de) Kleine mongolische Heimlichkeiten, Bottighofen am Bodensee, 1992
- (de) Malerei, Lengwil, 1999
- (de) Mongolische Heimlichkeiten, Lengwil, 2002

### Traduction française
- L'Heure du Dragon [« Ingeheimer Mission durch die Wüste Gobi »]  (trad. de l'allemand par G. Gaston Duchet-Suchaux), Editions Alsatia, coll. « Signe de Piste » (no Rubans Noirs 11), 1959